# Oddesundbroen
Oddesundbroen er en vej- og jernbaneforbindelse i Struer Kommune over farvandet Oddesund, der er beliggende i den vestlige del af Limfjorden. Broen forbinder fastlandet med halvøen Thyholm og har samlet længde på 472 m og en bredde på 15 m. Broen blev indviet i 1938.
Vejen over broen er en del af primærrute 11 og jernbanen er Thybanen.

## Historie
Forbindelsen over Oddesund har historisk været en de vigtigste, måske endda den eneste, forbindelse med Thy og Jylland. I den tidlige middelalder fik denne forbindelse dog mindre betydning, da Agger Tange og Harboøre Tange udgjorde en samlet tange og dermed skabte en landfast forbindelse med Thy og Jylland. Efter gennembruddet af Agger Tange i 1825 blev forbindelsen atter vigtig, og derfor opstod der et behov for etablering af bedre havneforhold til nye færger, der kunne klare den voksende trafik. I forbindelse med etableringen af Thybanen i 1882 blev de småbåde og -færger, der hidtil havde besejlet ruten, erstattet af en større jernbanefærge.
I slutningen af 1800-tallet begyndte diskussionerne om en fast forbindelse over Oddesund. I 1932 blev byggeriet af broen vedtaget af Rigsdagen efter et oplæg fra DSB. Selve byggeriet stod på i perioden fra 1934 – 1938, og indvielsen blev gennemført den 15. maj 1938 af Kong Christian 10., der efterfølgende kørte over broen i en salonvogn.
Under 2. verdenskrig opførte den tyske besættelsesmagt bunkere ved broen på grund af dens strategiske beliggenhed. Der blev opført en række bunkeranlæg i 1941 – 1943 samt antiluftskyts. I dag er der indrettet et museum i én af bunkerne på den nordlige side af sundet.

## Galleri
- Broen set fra Nissum Bredning, fra sydvest ...
- ... og fra sydøst.
- Broen er velbesøgt af lystfiskere.